# Curetis aesopus
Curetis aesopus är en fjärilsart som beskrevs av Fabricius 1781. Curetis aesopus ingår i släktet Curetis och familjen juvelvingar. Inga underarter finns listade i Catalogue of Life.